# Iatromante
Lo Iatromante è una parola greca il cui significato letterale è più semplicemente reso "veggente medico" o "uomo di medicina". Lo iatromante, una forma di sciamano greco, è collegato ad altre figure semimitiche come Abaris, Aristea, Epimenide, e Hermotimus. Nel periodo classico, Eschilo usava il termine per riferirsi ad Apollo e ad Asclepio, figlio di Apollo.
Secondo Peter Kingsley, le figure degli iatromanti appartenevano a una più ampia tradizione sciamanica greca e asiatica con origini in Asia centrale. La principale pratica estatica e meditativa di questi profeti-guaritori era l'incubazione (ἐγκοίμησις, enkoimesis). Più che una semplice tecnica medica, l'incubazione avrebbe consentito a un essere umano di sperimentare un quarto stato di coscienza diverso dal sonno, dal sogno o dal risveglio normale: uno stato che Kingsley descrive come "coscienza stessa" e paragona al Turīya o Samādhi dell'India delle tradizioni yogiche. Kingsley identifica il filosofo presocratico greco Parmenide come iatromante. Questa identificazione è stata descritta dall'accademico di Oxford Mitchell Miller come "affascinante" ma anche come "molto difficile da valutare come pretesa di verità".